# Io Perry
Io Perry (* 20. Jahrhundert in Toronto) ist eine kanadische Singer-Songwriterin und Bassistin, die sich musikalisch im Genre von poppigem Indie-Rock bewegt.
Geboren wurde Io Perry als Tochter eines nicht verheirateten Hippie-Paares. Über Montreal kam sie nach New York und ließ sich 1996 in Los Angeles nieder, wo sie im Musiker- und Künstlerviertel Silver Lake lebt. Ihre frühen musikalischen Einflüsse waren The Cure, Nirvana, Meat Puppets und die Pixies.
Musikalisches Vorbild für Io Perry war die Bassistin der Pixies Kim Deal. Sie war für Perry einer der Gründe, selbst Musikerin zu werden und dieses Instrument zu spielen. Perry wirkte als Bassistin in verschiedenen Bands, wie Old Hickory, Project K und The Green and Yellow TV. Zuletzt spielte sie bei Tito & Tarantula und bestritt mit der Band mehrere Europatourneen. Im Jahr 2005 startete sie eine Solokarriere als Singer-Songwriterin und trat bei der Europatournee von Tito & Tarantula als Opener auf. 2005 erschien ihr Debütalbum Greybay, das ihr früherer Bandkollege Tito Larriva produzierte. Perry tritt als Solokünstlerin mit Gitarre oder im Duett, aber auch mit einer 4-köpfigen Band auf, in der sie den Bass spielt.

## Diskografie
CDs
- 2005: Greybay
- 2007: Split Yourself in Two
- 2009: Sailor's Wave